# Моналы
Мона́лы (лат. Lophophorus) — род птиц семейства фазановых.
Моналы населяют рододендроновые леса в Гималаях. У самцов красочное, переливающееся разными цветами оперение. Телосложение скорее неуклюжее. Питание состоит из частей растений, таких как корни и луковицы, а также насекомых. Самец спаривается с несколькими самками.

## Виды
Международный союз орнитологов относит к роду три вида:
- Китайский монал (Lophophorus lhuysii)
- Белохвостый монал (Lophophorus sclateri)
- Гималайский монал (Lophophorus impejanus)